# (1370) Hella
(1370) Hella es el asteroide número 1370 situado en el cinturón principal. Fue descubierto por el astrónomo Karl Wilhelm Reinmuth  desde el observatorio de Heidelberg, el 31 de agosto de 1935. Su designación alternativa es 1935 QG. Está nombrado en honor de la astrónoma alemana Helene Nowacki (1904-1972)